# Paulina Biranowska
Paulina Biranowska; panieńskie Gajewska (ur. 6 sierpnia 1985 w Białej Podlaskiej) – polska siatkarka występująca na pozycji rozgrywającej i libero.

## Sukcesy
Akademickie Mistrzostwa Europy w siatkówce plażowej:
- 2010

Superpuchar Polski:
- 2011

Mistrzostwo Polski:
- 2012

Mistrzostwo I ligi:
- 2017
- 2018
- 2016